# Mignonne de Guerveur
Mignonne de Guerveur est une chatte bleue française, ancêtre d’un grand nombre de chats de la race des chartreux, ayant servi de modèle pour le standard de la race. Elle a remporté de nombreux prix lors d’expositions, devenant une championne internationale. Elle était mondialement réputée pour sa beauté et ses qualités de reproductrice.

## Description
Mignonne a des yeux or pâle, une robe gris clair d’un ton argenté s’éclaircissant sur les pattes et le museau.

## Origines
Les sœurs Suzanne et Christine Léger, à la fin de leurs études, s’installent à Belle-Île-en-Mer en 1925, une île au large des côtes de la Bretagne. Elles remarquent un grand nombre de chats gris sur l’île, faisant penser aux chartreux décrits par Buffon, et décident de lancer un programme d’élevage à partir de chats soigneusement sélectionnés. Ces chats, appelés « les Chats de l’hôpital » par les locaux en raison de leur proximité avec cet établissement, sont reconnaissables sur les pedigrees grâce au préfixe « de Guerveur » (qui signifie Belle Île en breton). Mignonne est le produit de ces années de soins et d’expérimentations

## Victoires
En 1931, miss Wade la jugeait à Paris « le plus beau chartreux du monde ». 
Mignonne a remporté 38 prix, dont 20 premiers prix, ajoutés à 12 prix spéciaux et d’honneur. Elle est titulaire de la coupe challenge belge et reçoit le prix esthétique Paris 1933.